# Usain Bolt
Usain Bolt (Trelawny, 21. kolovoza 1986.), sprinter s Jamajke. Bolt trenutno drži svjetski rekord na 100 metara, koji iznosi 9,58 sekunda, i na 200 metara, koji iznosi 19,19 sekunda. Bolt je prvi športaš koji je na istim Olimpijskim igrama oborio oba svjetska rekorda na kratkim stazama i prvi nakon Carla Lewisa 1984., koji je na istim Olimpijskim igrama osvojio zlato u utrkama na 100 i 200 metara. Bolt također drži svjetski juniorski rekord na 200 metara, a on iznosi 19,93 sekunde.

## Športski uspjesi
Dok je još bio dijete, Bolta je privlačio kriket, no zbog njegove brzine, njegovi treneri su ga motivirali da se okuša u atletici. Do 2001., Bolt je već osvajao srebrne medalje na srednjoškolskim i regionalnim utrkama na 200 i 400 metara. Prvi put se na svjetskoj sceni pojavljuje na Svjetskom juniorskom prvenstvu 2002. godine kada osvaja zlato na 200 metara i dva srebra kao član jamajkanske štafete. Osvojivši zlato, Bolt postaje najmlađi atletičar koji je to uspio na tom natjecanju. Bolt je tijekom 2003. osvojio još medalja u utrkama na 200 metara, briljiravši i na Svjetskom juniorskom prvenstvu i na Jamaiačkom srednjoškolskom prvenstvu. 
Godine 2004. postaje prvi juniorski sprinter koji je 200 metara istrčao za manje od 20 sekunda, a time ruši i svjetski rekord Royja Martina za dvije desetinke sekunde. Zbog ozljeda, Bolt je morao propustiti većinu netjacanja iz 2004. i 2005. Grand Prix u Lausannei 2006. donosi povratak u formu kada Bolt istrčava svoj novi osobni rekord - 19,88 sekunda. Na međunarodnim natjecanjima te godine, Bolt osvaja jedno srebro i tri bronce. Bolt se još više poboljšao 2006., kada obara državni rekord Dona Quarriea na 200 metara, postavivši novi koji iznosi 19,75 sekunda. Iste godine osvaja i zlato na 100 metara s vremenom od 10,03 sekunda. Na svjetskom prvenstvu u Osaki 2007., Bolt osvaja srebro na 200 metara, stigavši na cilj nakon svog rivala Tysona Gayja.
Sljedeća sezona počela je jako dobro. Već u svibnju, Bolt ruši Powellov svjetski rekord na 100 metara istrčavši ih za 9,72 sekunde. U Ateni postavlja novi državni rekord na 200 metara, koji od tada iznosi 19,67 sekunde. Najuspješniji nastup na Olimpijskom igrama Bolt je imao u Pekingu 2008. godine, gdje osvaja zlata, ali ruši i svjetske rekorde, na 100 i 200 metara. Njegovo vrijeme od 9,69 sekunde učinilo ga je prvim športašem koji je istrčao 100 metara ispod 9,7 sekunda bez pomoći vjetra. Dana 22. kolovoza sudjelovao je u jamaičkoj štafeti na 4 x 100 metara kao treći nositelj štafete. Na toj utrci, Jamajka je osvojila zlato istrčavši štafetu za 37,10 sekunda, oborivši time svjetski rekord od 37,40 sekunda postavljen 1993. godine.
Na Olimpijskim Igrama u Londonu 2012. Bolt je istrčao 9,63 te tako srušio olimpijski rekord na 100m koji je prije toga bio 9,69, te novi rekord na 4x100m koji iznosi 36,84, s Yohanom Blakeom, Nestom Carterom i Michaelom Fraterom.
Na SP u Berlinu 2009. Usain Bolt postavio je dva svjetska rekorda, na 100 m - 9,58 s i 2 dana poslije u utrci na 200 metara - 19,19 sekunda.

## Vanjske poveznice

### Ostali projekti
|  | Zajednički poslužitelj ima stranicu o temi Usain Bolt    |
|  | Zajednički poslužitelj ima još gradiva o temi Usain Bolt |